# Morcillejas
Las morcillejas es un plato típico de la Gastronomía manchega, con origen en Valdepeñas, Ciudad Real, que se prepara de forma artesanal, usando especias naturales sin conservantes.

## Historia
En los Años 20 ya hay noticias de la existencia de este plato, que se servia con callos, tiznao o patatas fritas.
También se elaboraba en Requena (Valencia, España). Su origen se inscribe en el marco más amplio de las matanzas domiciliarias, una práctica extendida hasta finales del siglo XX en esta zona. Dentro de las formas tradicionales de conservación de la carne del cerdo en Requena —la fritura, el secado y la salazón—, las morcillejas de carne pertenecen al grupo de embutidos que se conservaban por secado, al igual que los chorizos, lomos embuchados, salchichones o sobrasadas. Su proceso de elaboración se realizaba durante los días posteriores al sacrificio del animal, una vez que las carnes habían sido picadas, condimentadas y embutidas en tripas naturales, tarea normalmente reservada a las mondongueras, mujeres especializadas en la elaboración de embutidos. A diferencia de la morcilla de cebolla, más asociada a la fritura y al consumo inmediato, las morcillejas se curaban al aire, colgadas en lugares frescos y bien ventilados, lo que permitía su conservación durante largos periodos.
Actualmente, continúan consumiéndose en bares y restaurantes del centro urbano de Valdepeñas. En la plaza de España, considerada el epicentro social y gastronómico de la ciudad, es habitual que se sirvan platos de morcillejas hasta bien entrada la noche, como parte de una oferta culinaria que combina tradición y vida nocturna.